# Louis Barthas
Louis Barthas (Homps, 14 juli 1879 – Peyriac-Minervois, 4 mei 1952) was een Frans militair die de hele Eerste Wereldoorlog van 4 augustus 1914 tot 14 februari 1919 als korporaal bij de infanterie meemaakte. Barthas streed hoofdzakelijk aan het westelijk front. Hij was een van de acht miljoen Fransen die actieve dienst namen tijdens de Eerste Wereldoorlog. De meesten dienden als infanterist in de modder van Vlaanderen en Noord-Frankrijk.

## Oorlogsdagboeken
Barthas was tonnenmaker toen hij op 35-jarige leeftijd werd opgeroepen om te strijden voor Frankrijk. Hij was getrouwd en had twee kinderen. Hij verafschuwde het leven in de loopgraven en beschreef de oorlogsgebeurtenissen in zijn dagboeken. Deze "Oorlogsdagboeken van Louis Barthas" zijn van historisch belang en werden in 1998 in het Nederlands uitgegeven. Vele recensenten omschrijven het boek als 'meesterwerk' omwille van zijn historische en betrouwbare karakter. Nooit eerder verscheen in dit taalgebied zo'n schokkend verhaal over het werkelijke frontleven. Geletterde officieren konden dit niet beschrijven. Als antimilitarist beschrijft Barthas met een scherpe pen de zinloosheid en absurditeit van de oorlog en stelt de lafheid en onverschilligheid van de legerleiding aan de kaak.
Zijn boek is een aantijging tegen de misdadige verspilling van de oorlog, de omstandigheden waaronder de soldaten in de loopgraven verkeerden en de onverschilligheid van de officieren. De onverschilligheid en onmenselijkheid haalt hij meermaals aan in zijn boek. Hij verwijt de officieren machtsmisbruik. Daarnaast uit hij meermaals zijn sympathie voor de Duitse gevangenen. Deze zijn volgens hem ook maar mensen. Het socialisme van Barthas komt zo meermaals aan bod. Het boek is een persoonlijke geschiedenis, een beschrijving van de oorlog op de vierkante centimeter, het verhaal van de kleine vergeten heroïek. Het was Barthas erom te doen voor het nageslacht vast te leggen wat de soldaten in naam van La République is aangedaan.

## Mobilisatie

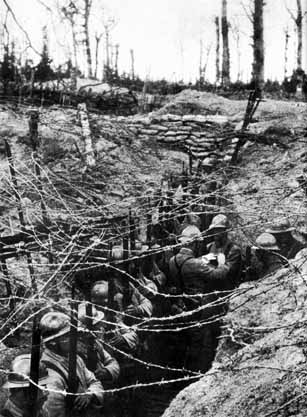
Een beeld van de primitieve Franse loopgraven van de Eerste Wereldoorlog. In tegenstelling tot deze van de Duitsers werden de Franse loopgraven met weinig zorg, inzicht en aandacht gegraven.

Op 2 augustus 1914 weerklinkt op de grote markt van Peyriac een toespraak die oproept tot mobilisatie voor de oorlog tegen Duitsland. Barthas reageert verontwaardigd terwijl zijn dorpsgenoten de oproep op applaus onthalen. De eerste mobilisatie komt snel op gang. Omdat hij ziek is en slecht ter been, krijgt Barthas een paar dagen uitstel om zich te melden in de kazerne van Narbonne. Voor hij naar de 'slachtbank' wordt geleid, zoals hij hetzelf formuleert, krijgt hij opdrachtjes als bewaker van Duitse gevangenen. Op 4 november 1914 wordt hij samen met een 50-tal anderen opgeroepen om het 280e infanterieregiment te versterken in de loopgraven rond Vermelles. In Annequin, waar de kwartieren liggen van het 280e regiment, wordt Barthas tot zijn spijt aan het 22e compagnie toegewezen maar krijgt het gedaan om zich dezelfde dag nog aan te sluiten bij het 21e, dat onder leiding stond van een dorpsgenoot. Later komt hij telkens terecht bij andere regimenten en op diverse locaties, veelal in het gezelschap van vrienden uit de streek. Vriendschap was iets wat Barthas hoog in het vaandel droeg.

## Voorbereidend werk in Annequin
Vanaf zijn vertrek op 4 november 1914 uit Narbonne tot 15 mei 1915 verblijft Barthas in Annequin. Hier ligt onder meer het 280e infanterieregiment en de 21e compagnie over wie Barthas leiding krijgt als korporaal. Deze compagnie telt een 15-tal personen, allen uit de buurt van Peyriac-Minervois. Dat is de reden waarom Barthas het steeds heeft over de Minervois-compagnie. Hij maakt een verschrikkelijke winter door zonder veel voedsel en slaapgelegenheid, een uitputtingsslag met de maand januari als dieptepunt: sneeuw, hagel en vrieskou. De taak van de compagnie van Barthas bestaat erin de loopgraven te bewaken, te onderhouden en uit te breiden. Af en toe trekken ze ten aanval zonder veel gevolgen voor zijn compagnie. De plaatsen waar hij voornamelijk opereert zijn Béthune en Vermelles. In Vermelles meldde hij dat de schuilplaatsen er soms uitzagen als kleine villa's. De periode tussen 15 mei en 2 juni 1915 zijn Barthas en zijn compagnie op stap richting Lorette en houden ze op diverse plaatsen rustpauzes.

## Loopgravenoorlog
In deze periode legt Barthas dag in dag uit loopgraven aan. Regelmatig worden ze bestookt met granaten. Barthas verliest een van zijn vrienden: Mondiès. Hij weigerde tijdens een aanval de loopgraven te verlaten: het kost hem zijn leven. De dood door een granaatscherf van zijn majoor Nadaud omschrijft Barthas als een lichtpunt. Hij beschrijft de man in zijn boek als een barbaar en tiran en wil er niet veel inkt aan verspillen. Na een jaar oorlog meldde hij dat er van de oude garde van zijn 13de groep nog maar drie man over waren. De rest was gewond of gesneuveld.

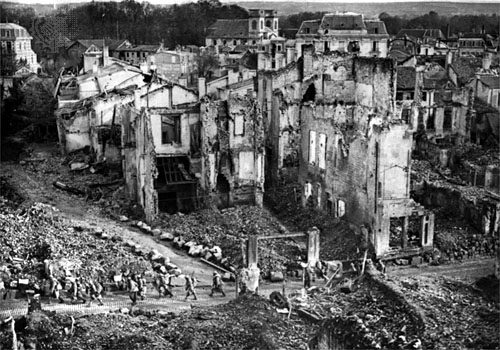
Sommige Franse dorpen werden door het Duitse artilleriegeschut met de grond gelijk gemaakt.

## Motief
Na een jaar oorlog wilde Barthas niet meer spreken over het woord 'vaderlandsliefde'. Hij zei: "We werden ertoe gedwongen als slachtoffers van een onverbiddelijk noodlot. We hadden ons gevoel van eigenwaarde en onze menselijkheid verloren. We waren gedegradeerd tot muilezels: onverschillig, ongevoelig en afgestompt." Daarna schoot hij enkel nog uit zelfverdediging, anders nooit.
Daarnaast was er ook nog de 'Regimentstrots'. Barthas: "Niemand wilde een grotere lafaard zijn dan zijn buurman. Daar kwam bij dat de mannen, eigenwijs als ze waren, vertrouwen hadden in hun goede gesternte." Die solidariteit bleek soms een sterk motief om te doden: bescherming van de groep, wraak omwille van een gevallen kameraad.

## Halt in Vlaanderen
Na de periode in Lorette (na 2 juli 1915) trekt Barthas' compagnie rond. Tussen de tochten door komen ze in diverse gevechten terecht en wordt hij op de vingers getikt omwille van zijn anti-militarisme. Op 12 september houdt Barthas voor het eerst halt in Vlaanderen, iets voorbij Oost-Cappel en West-Cappel. Hier rusten ze een nacht uit en vervolgen dan hun weg richting Arras. Daar aangekomen komt hij terecht in een van de meest nutteloze veldslagen uit zijn loopbaan: die van Douai op 25 september 1915. Deze veldslag zou stranden waar hij begon als gevolg van een fel Duits verweer.

## Korporaal Barthas: Grenadiers
Na een periode van hard werken, gebrek aan slaap en bombardementen wordt hem op 25 oktober gevraagd zich als korporaal te vervoegen bij de grenadiers. Hij verlaat zijn geliefde 21e compagnie en wordt vervangend bevelhebber van de grenadiers. Als een van de weinigen durft hij in te gaan tegen de bevelen van zijn kapitein. Op 10 december 1915 gebeurt er in Artois iets ophefmakends: door de overvloedige regen moeten zowel Fransen als Duitsers hun loopgraven verlaten om niet te verdrinken. Beide partijen weigeren op elkaar te schieten. Een soort verbroedering vindt plaats. Terwijl hij met trots dit tafereel beschrijft, steekt hij de draak met de officiers die volgens hem barbaars zijn en enkel bevelen geven om streepjes te verdienen. De wapens rusten enkele dagen tot Barthas en zijn bataljon Beaudricourt worden overgeplaatst naar het 296e regiment in Ivergny.

## Gelukkig weerzien
Op 10 januari 1916 krijgt Barthas de gelegenheid om tot 21 februari naar zijn geboortedorp terug te keren en daar zijn familie te bezoeken. Het is het eerste weerzien sinds zijn mobilisatie. Barthas was een familieman; hij miste zijn vrouw en kinderen en zegt zijn vrouw nooit bedrogen te hebben.

## Barthas en zijn kapitein
Op 3 maart 1916 krijgt Barthas een conflict met zijn kapitein. Deze geeft de compagnie de opdracht op een plaats te gaan werken waar het Duitse geschut op gericht is. Barthas weigert meermaals waarop de krijgsraad hem degradeert tot soldaat. Barthas laat het hier niet bij. Hij vermoedt dat zijn extreemlinkse opvattingen de reden zijn voor zijn degradatie. Hij doet zijn verhaal uit de doeken bij de kolonel waardoor de kapitein een koekje van eigen deeg krijgt. Barthas wordt daarop in eer hersteld.

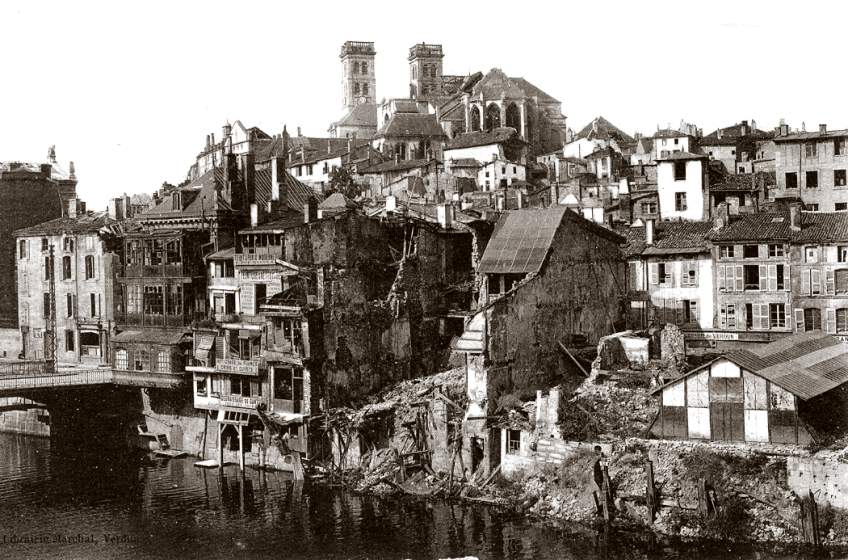
Verdun wordt in 1916 volledig van de kaart geveegd.

## Heuvel 304
Op 17 april 1916 staat Barthas en zijn compagnie voor een helse tocht, vol regenbuien en motregen, met als eindbestemming Verdun. "Als schapen die naar de slachtbank geleid werden", zo stelt hij het. De tocht is zwaar. Als zij een tweetal weken later aankomen in de buurt van Verdun geeft men hun de opdracht de beruchte Heuvel 304 te beschermen. Wat Barthas ziet, is onbeschrijflijk. Een heuvel bezaaid met duizenden lijken, rottend mensenvlees en kraters van bommen en granaten. De Duitsers zijn er oppermachtig en de Fransen ondergaan de wet van de sterkste. Op en rond Heuvel 304 maakt hij, naar eigen zeggen, het zwaarste granatenvuur uit zijn loopbaan mee.

Op 17 mei 1916 ontketenen de Duitsers van twaalf tot vier uur 's middags het meest verschrikkelijke bombardement dat ik tijdens deze oorlog ooit gezien of gehoord heb.
— Louis Barthas

Barthas is niet een man die snel terugdeinst. Hij reageert slim en instinctief. Zo zoeken ze een verbindingsman om de brug te slaan tussen twee loopgraven. Niemand meldt zich vrijwillig. Barthas neemt de risicovolle taak op zich. Hij doet dit bewust. Hij onderhandelt en eist enkele dagen vrij van arbeid in ruil voor de klus. Het loont: hij komt veilig aan in de andere loopgraaf en krijgt verlof van wachtpost en aflossing. Op 19 mei trekken Barthas en zijn compagnie zich terug uit Verdun.

## Bekomen in Champagne
Na zijn vertrek in Verdun trekt Barthas met zijn 296e regiment in de richting van de Champagnestreek . Tot 25 mei 1916 verblijft hij daar in Béthancourt. Hier gebeurt iets wat zijn ego streelt: eerherstel. Na zijn daad als verbindingsman wordt Barthas door Luitenant Breton in de bloemen gezet voor zijn 'heldendaad'. Niet veel later, bij het verlaten van Béthancourt, wordt hij ingekwartierd in Cuperly. Hier blijft hij tot 13 juli en krijgt hij opnieuw de graad van korporaal. Hij krijgt de leiding over de 6e groep van het 15e regiment, 'een spookgroep' zegt hijzelf. In deze periode experimenteren de Duitsers met gifgas. Barthas wordt er niet zelf aan blootgesteld maar spreekt van beginnende maatregelen tegen het gas. Ook krijgt hij een opleiding om met mortiers te werken, het nieuwe moordwapen van de Fransen. De periode in Champagne is er voor Barthas een van heen en weer trekken tussen verschillende dorpen en steden in de streek, weinig bloedvergieten en klusjes klaren in opdracht van de officieren. Zijn anti-militarisme krijgt een nieuwe impuls als hij oog in oog staat met een machteloze Duitser die hij weigert neer te schieten omdat hij enkel uit zelfverdediging schiet. Dit is het begin van een vriendschap met Duitse soldaten. Als hij met zijn kameraden wacht loopt, roken ze samen met de Duitsers een pijp, praten ze over hun leven en worden ze vrienden. Hieraan komt een einde als de officieren ervan te horen krijgen. Op 29 augustus 1916 verlaten Barthas en zijn bataljon de Champagnestreek om terug te keren naar de streek van Verdun, Vermelles en Lorette.

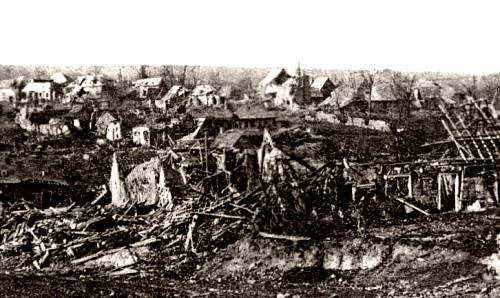
Combles tot puinhoop herleid.

## Afspraken en verbroedering
Barthas maakt in deze periode talloze meldingen van afspraken en verbroedering tussen de frontsoldaten. Er bestond een zeker begrip tussen de vijanden, allen crepeerden ze op dezelfde manier. Zo vierden in Diksmuide de Belgische en Duitse soldaten samen kerstavond, waarbij de Duitsers de Belgen volgooiden met schnaps. Een Duitse officier gaf een gestolen monstrans terug aan de Belgen. 
In één sector hadden negen Britse divisies langs een frontlijn een ketting van wapenstilstanden georganiseerd. Deze wapenstilstanden bestrijkten een gebied van bijna vijftig kilometer. 
In de sector van Barthas praatten de soldaten dagenlang met elkaar en schudden elkaars handen. Er ontstond zelfs een ruilverkeer van tabak, koffie en wijn.
Naast verbroederingen bestonden er ook andere soorten afspraken. Zo bestaat er een verhaal over de afspraak tussen een regiment Saksen en een Schotse sergeant om niet gericht op elkaar te schieten. Er werd flink wat lawaai gemaakt, maar in werkelijkheid werd niemand geraakt.

## De bloederige modder van de Somme
Op 1 september voegt Barthas zich bij de 4e mitrailleurcompagnie. Een paar korte oefeningen met het kanon en wat theorie volstaan om de werking onder de knie te krijgen. Op 14 september krijgt Barthas na zeven maanden zijn tweede verlof. In de nacht van 16 en 17 september ontmoet hij zijn ouders, vrouw en zijn kinderen. Op 24 september keert hij terug. Hij is twee weken onderweg om zijn regiment in te halen aan de barakken van Boufray. Het front ligt in Combles. Later verplaatst de frontlijn zich regelmatig. Barthas houdt halt in Hardecourt en Maurepas. Er gebeurt niet veel in deze periode. Stortregen teistert de loopgraven en maakt ze onbruikbaar. Het meest opwindende gebeurt als Barthas en twee vrienden verdwalen en in een kogelregen terechtkomen als ze op bevoorrading moeten naar de loopgraven van Circé. Inmiddels stromen uit alle hoeken van de wereld troepen toe om de Fransen en Belgen bij te staan: Australiërs, Canadezen, Indiërs, gelen, roden, zwarten. Op 20 november, net voor het vertrek naar de linies, wordt Barthas tijdelijk benoemd tot commandant en later tot bevelhebber van zijn compagnie. Zijn compagnie, enkele soldaten, staat in voor het befaamde 37mm kanon. Het gesleur met het kanon is nutteloos omdat er tijdens de gevechten amper mee wordt geschoten: het tuig is regelmatig onbruikbaar vanwege de regen en vorst. Op 16 januari 1917 gaat Barthas in een vreselijke kou voor een derde maal op verlof naar zijn familie. Op 28 januari vertrekt hij weer. Ondertussen heeft zijn regiment de streek van de Somme verlaten en bevindt het zich op de grens tussen Argonne en Champagne.

## De Index
Op 30 januari 1917 trekt Barthas richting heuvelachtig gebied. Een van deze heuvels draagt de naam Index. Voor ze de heuvel effectief optrekken, vestigen ze zich tijdelijk aan de flanken. In die periode worden ze op bepaalde dagen met hevige bombardementen bestookt. De nacht van 14 op 15 februari voeren de Duitsers een zwaar offensief uit. Barthas kan maar net op tijd ontkomen omdat ze net hun stelling met het befaamde kanon 37 hadden ingenomen, iets hoger op de berg. Vanuit deze positie ziet hij hoe enkele compagnieën tot niets worden herleid en hoe de Duitsers (naar eigen zeggen) 1050 krijgsgevangenen maken. Doch zet Barthas en zijn compagnie alles op alles om de daarop volgende dagen het de Duitsers zo lastig mogelijk te maken met als resultaat een vernietigd kanon 37. Op 18 februari wordt Barthas en zijn groep 6 dagen rust gegund. Daardoor hoeft hij geen deel uit te maken van het tegenoffensief. De Fransen willen koste wat kost de verloren sectoren opnieuw veroveren na de aanval van 15 februari. Barthas vestigt zich na de rustpauze in Ville-sur-Tourbe. Deze sector staat bekend als rustig. Toch komt Barthas in deze periode in opspraak. Kapitein Cheffaut meldt hem dat hij hem voor de krijgsraad zal dagen omdat hij op Heuvel 193 in Champagne met Duitsers gesproken heeft. Vier soldaten zullen tegen Barthas getuigen. Het blijft echter zonder gevolg omdat er niemand is die wil getuigen. Op 16 april wordt de divisie van Barthas ingezet om steun te bieden bij de slag langs Chemin des Dames dat in een bloedbad eindigt. De divisie dient meer als achtervolgingsgroep dan als stoottroep. De periode daarna wordt het rustig. Barthas bemachtigt een nieuw kanon in Billy-le-Grand.

## De Cornillet
Op 27 april krijgt Barthas zijn regiment het bevel om naar de berg Cornillet te trekken en Billy-le-Grand te verlaten. In die periode wordt deze berg hevig onder vuur genomen en permanent gebombardeerd. Wanneer Barthas op 6 mei de taak krijgt om Sergeant Gauthier te vervangen, vertrekt hij naar de sinistere berg. Gelukkig droppen ze Barthas niet in de eerste linie maar krijgt hij de opdracht om naar de schuilplaats van de officieren te trekken in het nabijgelegen Marquises. Een helse tocht zo blijkt, want onderweg nemen ze Barthas onder vuur met talrijke granaten. Het duurt niet lang voor men hem uit zijn tijdelijke graad van sergeant ontheft en hij terugkeert naar Wez, waar hij met zijn regiment gevestigd was voor zijn vertrek. Tot 15 mei blijft de Cornillet een waar bloedbad. De verlossing komt er wanneer het 296e regiment van Barthas afgelost wordt en zich in Isse vestigt.

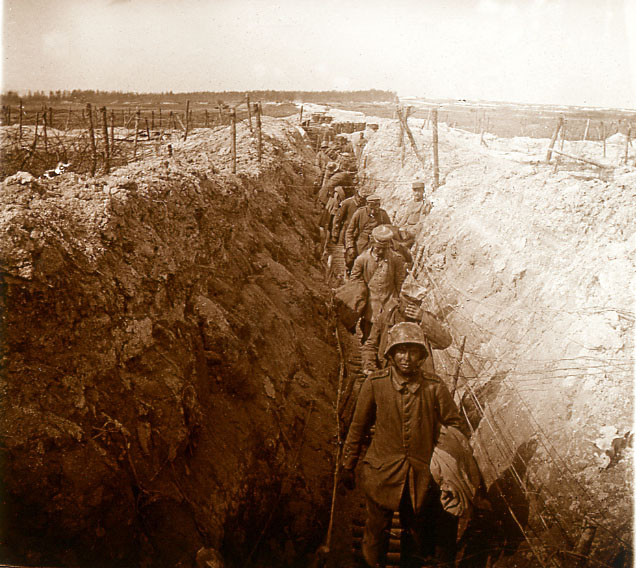
Duitse gevangenen op de Cornillet.

## De muiterij van het regiment
Op 20 mei 1917 verlaat het 296e regiment Isse en slaat de weg in naar Châlons-sur-Marne. Op 22 mei bereikt het regiment zijn bestemming in Daucourt. Na het bloedbad van de Chemin des Dames zijn de gemoederen hoog opgelaaid bij de Fransen. Willekeurig wordt de Internationale gedraaid en meegezongen, appels worden aan de laars gelapt en er breekt muiterij uit. De hogere officieren staan machteloos. Dreigementen en represaillemaatregelen zijn het logische gevolg. De officieren besluiten het 296e regiment op te splitsen in drie bataljons. Men onderschept brieven van soldaten om ze daarna voor de krijgsraad te dagen. Uiteindelijk geeft het regiment toe aan de druk en begeeft het zich naar de loopgraven. In het dorp La Harazée, in de vallei van de Biesme, vervangt de compagnie van Barthas de kanonniers van het 358e regiment. Dit is veruit de rustigste plek waar Barthas gedurende de oorlog ooit vertoeft. Er gebeurt zelden iets. De Duitsers vuren af en toe granaten af om eraan te herinneren dat de oorlog bezig is. Hij verblijft zes maanden in deze sector. De officieren sturen na de muiterijen wel op een verhoogde discipline aan om zo het luie leventje van de soldaten te bemoeilijken.

## Het einde van het regiment
Tijdens zijn verblijf in de sector van La Harazée moet Barthas tweemaal op verlof. Hij verlaat twee keer 10 dagen het kamp om in Soumiat, vlak bij Sainte-Menehoulde, zijn vaardigheid in de ballistiek te verbeteren. Ironisch genoeg bestaat zijn taak erin om papier op de schietschijven te plakken en deze naar de schietbaan te brengen. Op 16 november verspreidt zich het gerucht van de ontbinding van het 296e regiment en op 19 november verlaat Barthas en zijn groep La Harazée. Met spijt in het hart vertrekt hij om nieuwe omzwervingen te maken. Zijn bataljon krijgt het bevel om naar Bassuet te trekken. Na een week in Bassuet besluiten de officieren dat Barthas zijn groep over de verschillende eenheden van de divisie verspreid moet worden. Zelf blijft bij het 248e regiment waarvan het depot in Guinham ligt, in de Côte-du-Nord. Barthas sluit aan bij de 18e compagnie waarvan het bataljon in het dorp naast Bassuet ligt. Hij wordt benoemd tot bevelhebber van de 15e groep. Dit houdt in dat hij verantwoordelijk is voor de soldaten die op wacht staan en voor de communicatie met de andere eenheden in de loopgraven. Dit tot zijn grote spijt want de groep waar Barthas de leiding over heeft, bestaat veelal uit Bretonse soldaten die zich liever bezighouden met drinken. Barthas spreekt over een periode zonder kameraden. Van 28 december tot 14 januari wordt Barthas vrijgesteld om voor zesde keer zijn familie op te zoeken.

## Het einde in zicht
Op 5 februari 1918 moet Barthas de laatste keer de loopgraven in voor een aanval. Een dag later keert hij terug. Daarna staat hij in voor klusjes zoals houthakken voor de officieren en afwassen. Op 21 februari keert Barthas terug naar de 18e compagnie die gelegerd is in het ravijn van Meurissons. Daar verblijft hij in reserve. Het is de vierde winter die Barthas meemaakt in de oorlog. De kapitein stelt hem vrij van werk omwille van oververmoeidheid. Op 20 en 21 maart wordt zijn divisie afgelost en installeert hij zich in Les Islettes in afwachting van de laatste stormloop. In deze periode verzwakt hij zienderogen. Het dagelijks graafwerk heeft een nadelige invloed op zijn gezondheid. Ondertussen loopt de oorlog op zijn einde. De oorlog aan het Russische front is slechts een laatste stuiptrekking. De slechte gezondheidstoestand van Barthas blijft niet onopgemerkt en het is de majoor die hem ziekteverlof schenkt. Hij wordt meteen daarna geëvacueerd. Voor het eerst sinds 1914 slaapt Barthas in de ziekenzaal op een normaal bed. Op 6 april besluiten de autoriteiten hem naar Châlons-sur-Marne te brengen, verder weg van het front. Daar blijft hij tot 21 april, wanneer hij op een trein met onbekende bestemming stapt. Dat blijkt het stadje Bourgoin te zijn. De dokter die Barthas behandelt geeft hem twee maanden herstellingsverlof. Dit verlof motiveert de dokter met het feit dat Barthas nooit werd geëvacueerd en nooit serieus in opspraak kwam. Op 8 juni vertrekt Barthas op verlof. Hij zit zijn herstellingsverlof uit bij zijn familie en blijft daar tot 10 augustus, wanneer hij vertrekt richting Guingamp.

## Einde van een nachtmerrie
De laatste dagen van de oorlog zijn aangebroken. In Guingamp wordt een oproep gedaan om een cursus te volgen in Vitré als inspecteur voor de lichting van 1920. Hij vertrekt op 8 september richting Vitré. Na de opleiding krijgt hij nogmaals 50 dagen verlof. Tijdens zijn cursus in Vitré komt de generaal melden dat de oorlog voorbij is en de overwinning een feit. Op 11 november gaat de wapenstilstand in. Toch keert Barthas terug naar het depot op 10 januari 1919. Hij oefent eenvoudige taakjes uit zoals het op wacht staan in het hospitaal van Duitse krijgsgevangenen. Op 14 februari krijgt hij het verlossende nieuws. Hij verblijft op dat moment in Narbonne. De adjudant reikt hem een formulier aan met de magische woorden: "Je kunt gaan, je bent vrij."
Jarenlang bracht Barthas in de loopgraven door zonder ooit een schrammetje op te lopen. Maar de anti-militarist Barthas betuigt eer aan alle slachtoffers van de oorlog: Fransen, Duitsers, Belgen, iedereen. Hij veroordeelt de nutteloze oorlog, de tirannie van de officieren en de hebberigheid van de politieke leiders. Nooit heeft Barthas in het openbaar zijn haat geuit ten aanzien van de Duitsers. Hij beschrijft ze als mensen, vrienden. Zijn haat gaat vooral uit naar de mensen die de oorlog promootten, naar de onmenselijke leiders.